# Vym (rivière)
Pour les articles homonymes, voir Vym.
La rivière Vym (en russe : Вымь) est un cours d'eau de la république des Komis, en Russie, et un affluent de la Vytchegda, dans le bassin hydrographique de la Dvina septentrionale.

## Géographie
Elle est longue de 499 km et draine un bassin de 25 600 km2. Son débit moyen est de 260 m3/s. La Vym prend sa source sur les contreforts méridionaux des monts Timan. Elle traverse en se dirigeant vers le sud un paysage plat de taïga formé de forêts de conifères et de tourbières. Le cours supérieur de la Vym compte quelques rapides. Elle rejoint la Vytchegda à Oust-Vym. La rivière est utilisée pour le flottage du bois ; elle est navigable sur son cours inférieur.

## Affluents
Ses principaux affluents sont : 
- sur la rive droite : les rivières Vorykva, Edva, Pojeg et Tchoub ;
- sur la rive gauche : les rivières Koïn et Vesliana.

## Localités traversées
Elle arrose la ville de Iemva.

## Hydrométrie - Les débits mensuels à Oust-Zada
Le débit de la rivière a été observé pendant 33 ans (durant la période 1956-1988) à Oust-Zada, localité située à 48 kilomètres en amont de son confluent avec la Vytchegda. 
Le débit interannuel moyen ou module observé à Oust-Zada sur cette période était de 260 m3/s pour une surface de drainage de 25 100 km2, soit plus ou moins 98 % du bassin versant de la rivière. La lame d'eau écoulée dans ce bassin versant se monte ainsi à 327 millimètres par an, ce qui doit être considéré comme élevé.
Rivière alimentée en partie par la fonte des neiges, la Vym est un cours d'eau de régime nivo-pluvial. 
Le débit moyen mensuel observé en mars (minimum d'étiage) est de 63,8 m3/s, soit 5,5 % du débit moyen du mois de mai (1 204 m3/s), ce qui montre l'amplitude importante des variations saisonnières. Sur la durée d'observation de 33 ans, le débit mensuel minimal a été de 50,4 m3/s en mars 1969, tandis que le débit mensuel maximal s'élevait à 1 840 m3/s en mai 1966.
En considérant la seule période estivale, la plus importante car libre de glaces (de mai à octobre inclus), le débit mensuel minimal observé a été de 74,8 m3/s en août 1988, ce qui restait fort appréciable. Un débit mensuel estival inférieur à 75 m3/s est exceptionnel.